# Coppélia

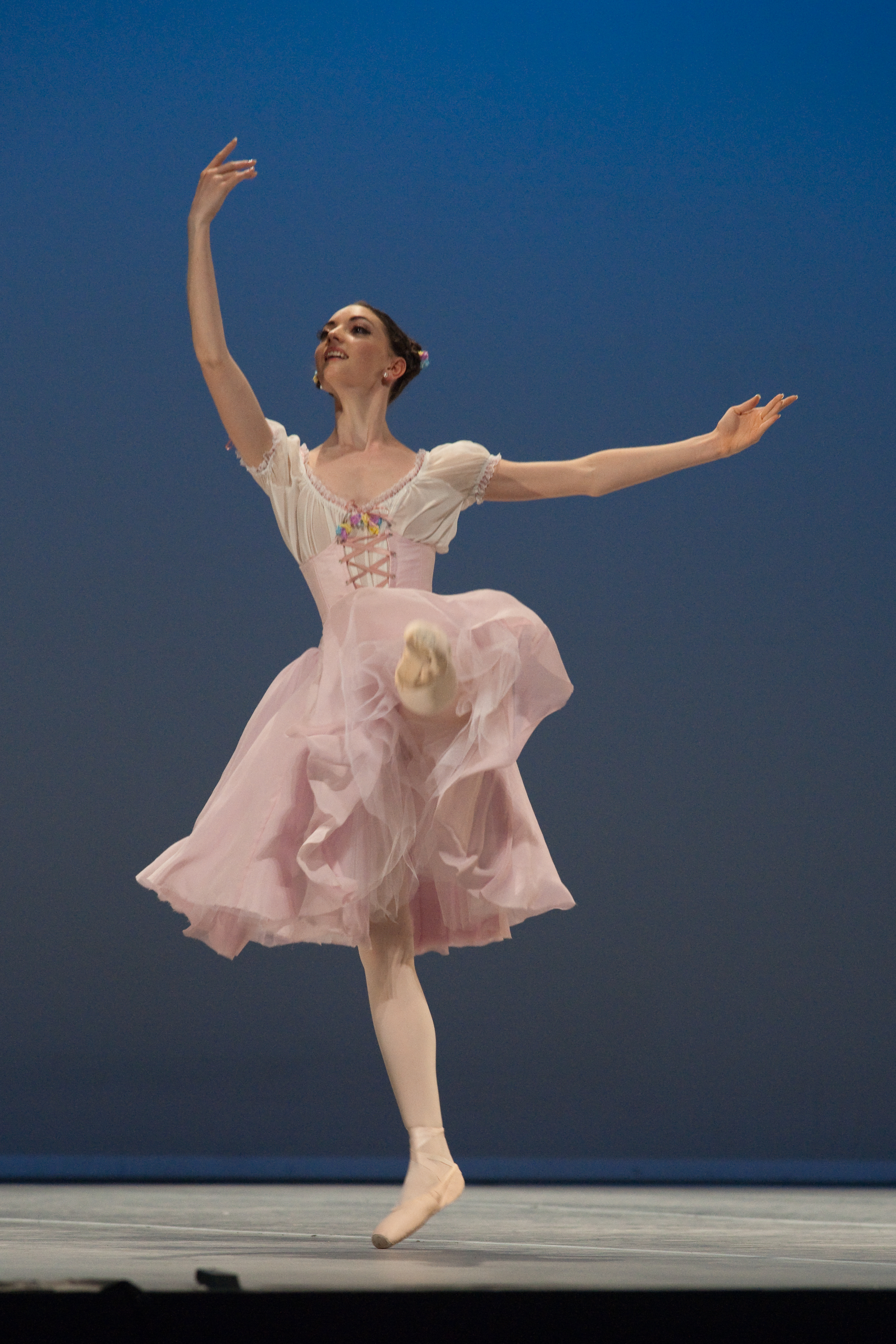
Jemina Bowring în rolul Coppeliei/Swanilda din baletul „Coppélia” (2010)

Baletul comic Coppélia (titlul original: în franceză Coppélia ou La Fille aux yeux d'émail / Coppelia sau fata cu ochi de smalț) a fost compus în 1870 de Léo Delibes pe baza unui libret de Charles Nuitter și Arthur Saint-Léon, acesta din urmă a creat și coregrafia originală.
Premiera baletului "Coppélia" a avut loc la “Théatre Imperial de L'Opéra” din Paris, în ziua de 25 mai 1870. Coregrafia a aparținut lui Arthur Saint-Léon iar decorurile lui Chambru, Despléchin și Lavastre. Din distribuție la premieră au făcut parte printre alții, Giuseppina Bozzachi, Louise Fioere și mimul Dauty.
La București, premiera a avut loc la 5 decembrie 1954.
În limba greacă, κοπελιά înseamnă fată, fecioară, domnișoară.

## Personaje
- Swanilda – o tânără femeie
- Franz – logodnicul Swanildei
- Coppélia – o femeie misterioasă care atrage atenția lui Franz și Swanildei
- dr. Coppélius – creatorul de păpuși
- meșterul clopotar
- primarul
- Aurora
- torcătoarea
- arlechinul
- un chinez
- un scoțian
- două păpuși
- un spaniol
- doi soldați
- un negru
- prietenele Swanildei, prietenii lui Franz

## Rezumat

### Actul I
În piața unui sat
Bancherul Hoffmann este unul dintre cei mai bogați oameni din lume. Fiul său, Franz, se va căsători în curând cu tânăra Swanilda. Cu ocazia nunții, Hoffmann s-a hotărât să ofere invitaților săi o petrecere de neuitat. El i-a comandat lui Coppélius, inventator celebru, o mașinărie nemaîntâlnită, o nouă minune a lumii: o păpușă mecanică ce poate seduce orice bărbat. Lucrând zi și noapte, Coppélius își desăvârșește intenția până la perfecțiune, astfel încât se îndrăgostește de propria-i plăsmuire, pe care o numește „Coppélia”. Acum își dorește ca păpușa să rămână numai a lui și păstrează pentru el secretul prin care mecanismul capătă viață: sacrificarea unui om, pentru a-i "fura" sufletul. 
Suntem în ziua nunții dintre Swanilda și Franz. Coppélius nu mai poate amâna momentul despărțirii de creația vieții sale. Hoffmann îi poruncește să o aducă pe Coppélia în fața invitaților curioși. Pentru a-l compromite pe Hoffmann și a-l aduce în pragul falimentului, unul dintre invitați se furișează în laboratorul lui Coppélius și se travestește în păpușa seducătoare. Spre deliciul asistenței, presupusa Coppélia cucerește bărbații, unul după altul. Distracția continua până când Franz cade și el „victima” păpușii, stârnind gelozia proaspetei sale soții și supărarea tatălui. La rândul său, Coppélius devine gelos. El smulge „păpușa”, care tocmai îl îmbrățișa pe Franz, și dispare cu ea în mulțime, ducând-o în laboratorul său printr-o ușă secretă. Petrecerea s-a stricat. Dezamăgiți, invitații pleacă rând pe rând.
Rămași în familie, bancherul încearcă să o împace pe Swanilda, care este încă furioasă pe Franz. El îi promite că îl va pedepsi pe Coppélius și trimite doi oameni de încredere să-l caute. Apoi îi îndeamnă pe cei doi tineri căsătoriți să meargă la culcare și, amețit de băutură, este scos din încăpere. Nu după multă vreme, Franz revine în locul unde a cunoscut-o pe Coppélia, căutând-o în zadar. Preocupat, nu își da seama că Swanilda l-a urmărit până aici. Supărată, ea privește cum Franz, aflat încă în puterea vrăjii, rememorează întâlnirea cu păpușa seducătoare. Intrat pe ușa secretă, Coppélius reapare, căutând o batistă pierdută de Coppélia. Franz și Coppélius se întâlnesc. Franz îi mărturisește inventatorului că s-a îndrăgostit de Coppélia și că și-ar da chiar și viața să o mai vadă o dată. Swanilda profită de neatenția lui Coppélius și intră în laboratorul acestuia, hotărâtă să afle secretul păpușii mecanice. Coppélius își dă seama ca Franz este următoarea victimă cu ajutorul căreia păpușa ar putea să capete din nou viață și îl atrage în laborator, făgăduindu-i că o va revedea pe Coppélia.

### Actul II
Tabloul I – Casa meșterului Coppélius
În timp ce o caută pe Coppélia, „rivala” sa, Swanilda pătrunde, o dată cu publicul, în laboratorul lui Coppélius. Aici, ea îl întâlnește pe invitatul-impostor care tocmai se dezbrăcase de hainele păpușii. Pentru a nu fi surprins și de către Coppélius, acesta reușește să fugă. Swanilda descoperă câteva personaje ce par a fi prizonierii lui Coppélius. Speriată de tot ceea ce vede, Swanilda vrea să fugă. Dar, deodată, o zărește pe cea pentru care venise aici, Coppélia. Swanilda se îmbracă în hainele acesteia, din dorința de a-i juca o farsă lui Coppélius. În acel moment, în laborator intră Coppélius care îl trage după el pe Franz. Acum băiatul se află în puterea magicianului, care îl adoarme, hipnotizându-l. Coppélius trebuie să se pregătească pentru întâlnirea cu femeia perfectă. "Servitorii" săi îl ajută. Îi lustruiesc pantofii, îl piaptănă, îl parfumează. Mulțumit că totul a decurs conform planului, el o aduce în centru pe Coppélia și își execută magia prin care sufletul lui Franz trece în corpul păpușii. Încetul cu încetul, păpușa „prinde viață” și începe să danseze cu Coppélius, care e cuprins de frenezie că miracolul s-a produs. Coppélia-Swanilda încearcă să se apropie de Franz pentru a-l scoate din starea de hipnoză. Disperată că nu reușește să-l trezească și luptându-se cu Coppélius care încearcă, gelos, să o îndepărteze, Swanilda o arată pe adevărata Coppélia, pe care o distruge. Coppélius înțelege acum că a fost păcălit, iar singurul lucru pe care îl mai poate face este să plângă pe ceea ce a mai rămas din iubita sa. Odată cu distrugerea Coppéliei, Franz și personajele star-uri se rup de vraja lui Coppélius. 
Tabloul II – În piață
Întreaga casă a inventatorului - magician se „dezmembrează” și dispare, în timp ce lumea, atrasă de vedetele care pozează fotografilor în atitudini bine-cunoscute, intră în scenă și se bucură împreună cu cei doi îndrăgostiți. Bancherul Hoffmann vine să-și recupereze copiii. Disprețuitor, îi aruncă lui Coppélius un teanc de bancnote: prețul Coppéliei. Înainte de a pleca cu ceilalți, Swanilda se apropie de Coppélius, martor trist la fericirea generală. Nu îndrăznește parcă să-i ceară iertare acestui om. Abia acum știe că tot ce își dorea Coppélius era doar un suflet care să-l iubească și să-i fie mereu alături. Și mai știe că el nu va renunța decât atunci când va găsi un alt timp și un alt spațiu în care visul său va deveni realitate.

## Alte versiuni
- Marius Petipa a realizat o nouă versiune în 1884, apoi în secolul al XX-lea s-a reluat, de George Balanchine (1974), Roland Petit (1975) și Maguy Marin (1993).